# Daniel Ghiță
Daniel Ghiță (ur. 22 kwietnia 1981 w Bukareszcie) – rumuński kick-boxer, zawodnik  K-1. Mistrz organizacji It’s Showtime w wadze ciężkiej z 2012.

## Kariera sportowa
W latach 2004–2008 występował w rumuńskiej organizacji kick-boxerskiej Local Kombat, której był mistrzem w wadze ciężkiej. W maju 2005 roku zdobył mistrzostwo Europy WKN w boksie tajskim, pokonując przez decyzję Mourada Bouzidiego.
W formule K-1 zadebiutował w maju 2007 roku na gali K-1 Fighting Network Romania. 11 sierpnia 2009 roku po raz pierwszy wystąpił w prestiżowym cyklu K-1 World GP. W swoim debiucie wygrał w Tokio turniej kwalifikacyjny do K-1 WGP Final 16, pokonując wszystkich trzech rywali przed czasem w pierwszej rundzie w łącznym czasie 5 minut i 15 sekund, co jest jednym z najszybszych zwycięstw w historii turniejów rangi K-1 WGP. Mimo że w Final 16 uległ Semmy'emu Schiltowi, wystąpił podczas Finału K-1 WGP w drugiej walce rezerwowej z debiutującym w K-1 Siergiejem Charitonowem. Ghiță znokautował Rosjanina swoją popisową techniką – niskimi kopnięciami.
W październiku 2010 roku podczas Final 16 znokautował ciosami pięściami Errola Zimmermana, zostając pierwszym w historii Rumunem, który awansował do Finału K-1 WGP. W ćwierćfinale tego turnieju został wyeliminowany przez Gökhana Sakiego, po niezwykle zaciętym pojedynku (do wyłonienia zwycięzcy potrzebna była dodatkowa runda).
28 stycznia 2012 roku na gali It’s Showtime 2012 in Leeuwarden stoczył pojedynek o mistrzostwo organizacji It’s Showtime w wadze ciężkiej z Hesdym Gergesem. Ghiță już w pierwszej rundzie znokautował Egipcjanina lewym sierpowym, odbierając mu pas mistrzowski.
31 grudnia 2012 wystartował w turnieju Glory Heavyweight Grand Slam Tournament, pokonując w drodze do finału Jhonata Diniza, Mourada Bouzidiego i Jamala Ben Saddika. W finale uległ ponownie Holendrowi Semmy'emu Schiltowi przez TKO w pierwszej rundzie.
W latach 2013–2014 wyłącznie związany z GLORY, tocząc zwycięskie pojedynki m.in. z Andersonem Silvą czy w rewanżu Errolem Zimmermanem. Poza tym dwukrotnie mierzył się z Rico Verhoevenem, w tym raz o mistrzostwo GLORY wagi ciężkiej – w obu przypadkach przegrywając z Holendrem na punkty.

## Osiągnięcia
Zawodowe:
- Mistrz Rumunii WKN w boksie tajskim w wadze ciężkiej
- 2005: Mistrz Europy WKN w boksie tajskim w wadze ciężkiej
- 2009: K-1 World GP w Tokio (Final 16 Qualifying GP) – 1. miejsce
- 2012: Mistrz It’s Showtime w wadze ciężkiej
- 2012: Glory Heavyweight Grand Slam Tournament - finalista turnieju wagi ciężkiej
- 2013: Glory Heavyweight World Championship Tournament - finalista turnieju wagi ciężkiej

Amatorskie:
- 1999: Mistrzostwa Świata IAMTF w boksie tajskim –  w kat. -91 kg
- 2000: Mistrzostwa Europy w boksie tajskim -  w kat. -91 kg
- 2001: Mistrzostwa Świata IAMTF w boksie tajskim –  w kat. -91 kg
- 2002: Mistrzostwa Europy IAMTF w boksie tajskim –  w kat. -91 kg